# Lucas Molo
Lucas Molo (ur. 6 sierpnia 1983 roku w Rio de Janeiro) – brazylijski kierowca wyścigowy.

## Kariera
Molo rozpoczął karierę w wyścigach samochodowych w 2002 roku od startów w Renault Clio Cup Brazil, gdzie jednak nie zdobywał punktów. W późniejszych latach Brazylijczyk pojawiał się także w stawce Mil Milhas Brasil, World Touring Car Championship, Stock Car Brasil, Renault Clio Cup Italy, Stock Car Brasil Copa Vicar, Porsche GT3 Cup Brazil, American Le Mans Series, 12-godzinnego wyścigu Sebring, Brazilian Endurance Championship oraz Brazilian Petrobras de Marcas Cup.
W World Touring Car Championship Brazylijczyk wystartował podczas brazylijskiej rundy sezonu 2006. W pierwszym wyścigu nie dojechał do mety, a w drugim został sklasyfikowany na osiemnastej pozycji.